# Pasar Baru (Manna)
Pasar Baru is een bestuurslaag in het regentschap Bengkulu Selatan van de provincie Bengkulu, Indonesië. Pasar Baru telt 4283 inwoners (volkstelling 2010).